# Wzbudnica
Wzbudnica – niewielka prądnica prądu stałego zasilająca uzwojenie wzbudzenia prądnicy głównej. W systemach elektroenergetycznych zasilanych z generatorów synchronicznych prądem wzbudzenia stabilizowane jest napięcie i regulowany jest rozpływ (kompensacja) mocy biernej w systemie.
W elektrowniach zdarzają się sytuacje wykorzystania generatora synchronicznego wyłącznie do kompensacji mocy biernej w systemie. W takiej sytuacji cały układ turbina-generator biegnie „na luzie”, a współczynnik mocy reguluje się wzbudnicą. Tak pracujący generator nazywany jest kompensatorem synchronicznym. Utrzymanie odpowiedniego współczynnika mocy ma wpływ na stabilność napięcia w systemie, dlatego maszyny elektryczne synchroniczne i współpracujące z nimi wzbudnice mają duży wpływ na stabilność zasilania w energię elektryczną odbiorców sieci elektroenergetycznych.